# Jacques-Gabriel Aubin
Pour les articles homonymes, voir Aubin.
Jacques-Gabriel Aubin (21 avril 1784, Latillé - 12 avril 1852, Bressuire), est un magistrat et homme politique français.

## Biographie
Jacques-Gabriel Aubin est le fils de Jacques Aubin, marchand, et de Marie Anne Aubin. Il épouse Prudence Adélaïde Béliard, fille d'un notaire royal à Cerizay. 
Il fit sa carrière dans la magistrature. Procureur impérial à Bressuire, en 1815, il fut, le 10 mai de cette année, élu représentant par cet arrondissement, contre Rilhon, maire de Thouars. Aubin appartenait à l'opinion constitutionnelle modérée. Peu de jours après cette élection, un mouvement royaliste, vite réprimé, et qui fut un fait de guerre plutôt qu'une manifestation d'opinion, éclata dans les Deux-Sèvres ; les Vendéens s'emparèrent de Bressuire. Quand la Chambre des Cent-Jours eut été dissoute, Aubin revint dans les Deux-Sèvres. 
Par la suite, il est conseiller à la cour royale de Poitiers puis président du tribunal civil de Niort en 1833. 
Membre du Conseil général des Deux-Sèvres, en 1830, pour le canton de Bressuire, il le reste jusqu'à sa mort.